# حية البحر

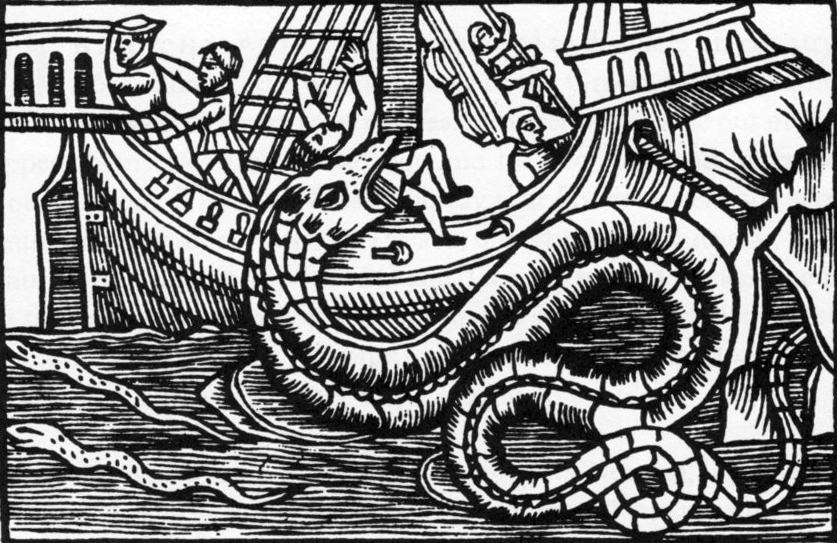
أفعى البحر من كتاب أولاوس ماغنوس "تاريخ شعوب الشمال" (1955)

حية البحر أو تنين البحر هو نوع من وحوش البحر يكون شكله أفعوانيا. تم الإبلاغ عن مشاهدات لثعابين البحر منذ مئات السنين، ومازالت تظهر تقارير عن مشاهدته اليوم. حدد عالم الحيوانات الخفية بروس شامبين أكثر من 1200 مشاهدة مزعومة للمخلوق. ويعتقد حاليا أن المشاهدات قد تعود لحيوانات معروفة مثل سمك المجداف، أو الحيتان، أو أسماك القرش (على وجه الخصوص، القرش المزركش). وقد اقترح بعض العلماء أن الثعابين البحرية هي بقايا ديناصورات منقرضة مثل البلصور، أو الموزاصور أو غيرها من الزواحف البحرية من الدهر الوسيط، وهي فكرة غالبا ما ترتبط مع وحوش البحيرات مثل وحش بحيرة لوخ نيس.

## في الأساطير

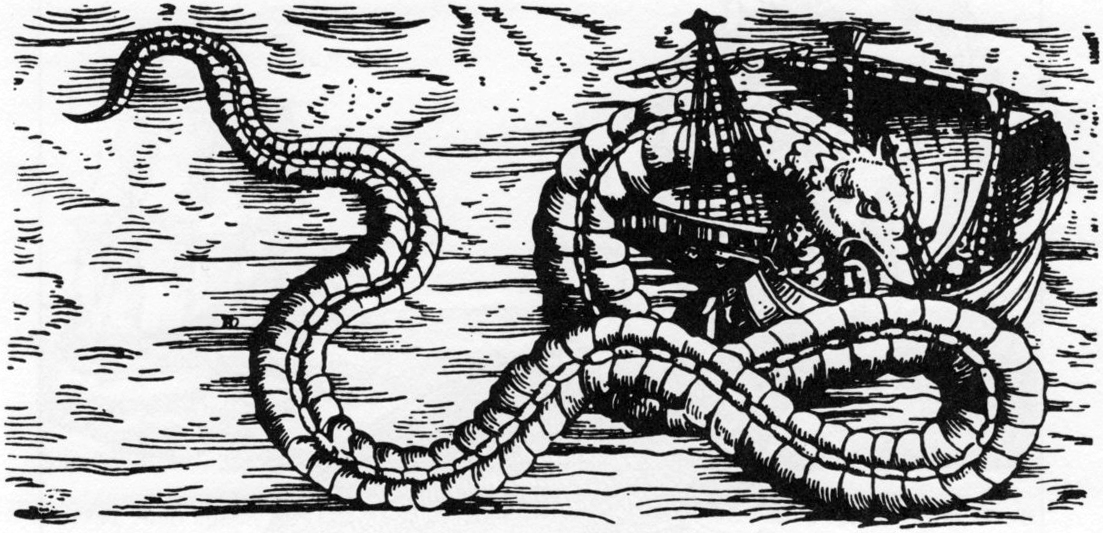
رسم أولاوس ماغنوس عن تنين البحر، 1555

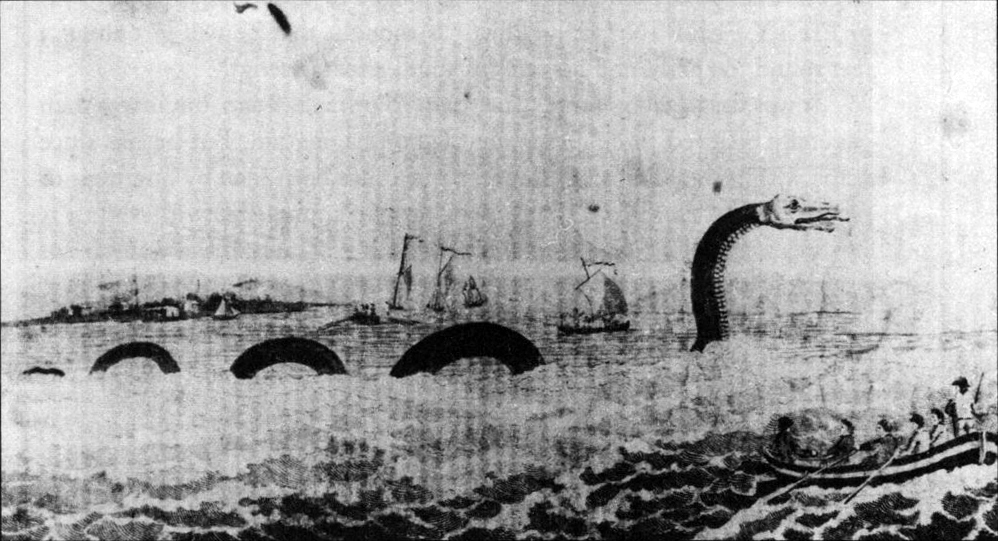
حية البحر الأمريكية، أبلغ عنها في كيب آن، ماساتشوستس عام 1639.

في الميثولوجيا الإسكندنافية، يظهر يورمونغاند، أو «ميدغاردسورمر» وهو حية بحر طويلة جدا بحيث تطوق العالم (مدكارد) كله. تقول القصص أن البحارة يظنون أن ظهره هو سلسلة من الجزر. تظهر الثعابين البحرية أيضا في كثير من الحكايات الإسكندنافية اللاحقة، وبالأخص في النرويج.
في عام 1028 م، قيل أن القديس أولاف قتل حية بحر في فالدال في النرويج، ورمي جثتها على جبل سيلتفييلت. وترتبط علامات على الجبل مع الأسطورة. ذكر الكاتب الكنسي السويدي أولاوس ماغنوس، العديد من الوحوش البحرية، بما فيها حية البحر الهائلة. كما أعطى في كتابه «تاريخ الشعوب الشمالية» من عام 1555، الوصف التالي لحية البحر النرويجي:
كانت الثعابين البحرية معروفة بين البحارة في ثقافات البحر المتوسط والشرق الأقصى، ويظهر في أساطير المنطقتين (لابو في بابل) وفي روايات شهود العيان (تاريخ الحيوانات لأرسطو). وفي الإنياذة، قتل زوج من الثعابين البحرية لاوكون وأبنائه عندما جادل لاوكون ضد وضع الحصان في طروادة.

### في الكتاب المقدس
يشير الكتاب المقدس إلى لوياثان وراحاب، من التناخ العبرية، رغم أن «مخلوقات البحر العظيمة» ذكرت أيضا في سفر التكوين 1:21. يتحدث سفر عاموس 9:3 عن حية تلدغ الناس الذين يحاولون الاختباء في البحر من الله.

## الحالات البارزة

حية البحر صورت في شعار سيليورد في النرويج.

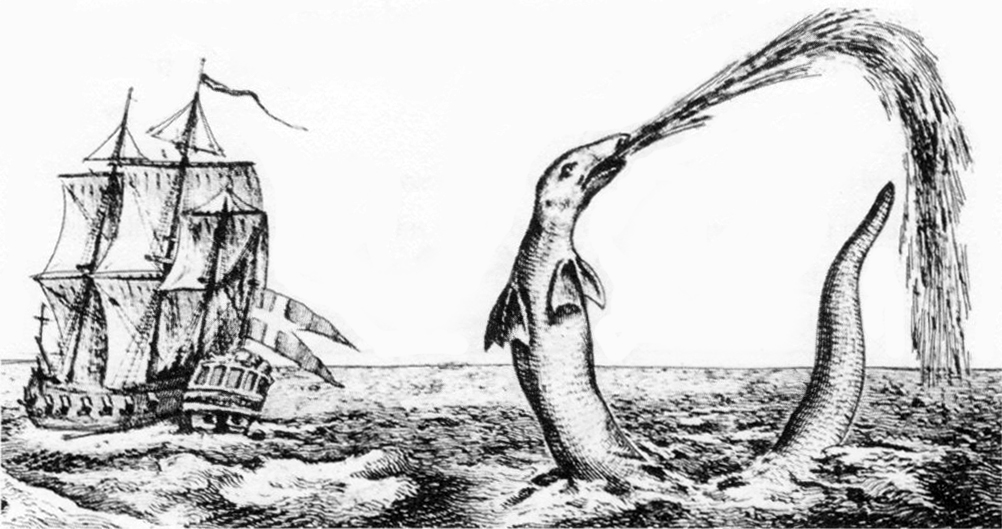
حية البحر ذكرت من قبل هانز إيغيد، أسقف غرينلاند، في 1734. واقترح العالم هنري لي أنه حبار عملاق.

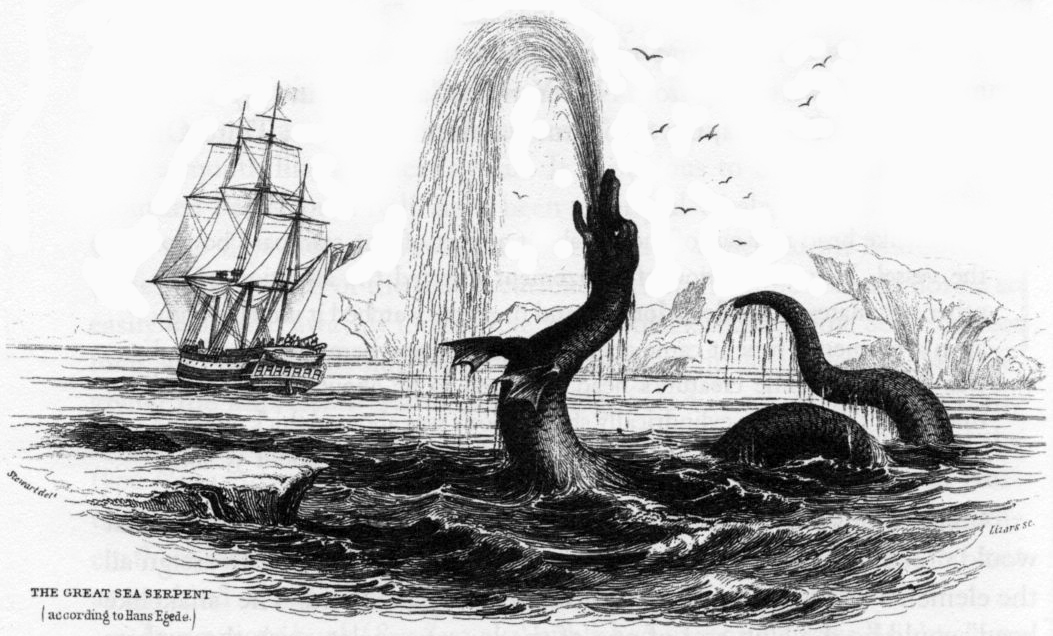
"حية البحر العظيمة" وفقا لهانز إيغيد.

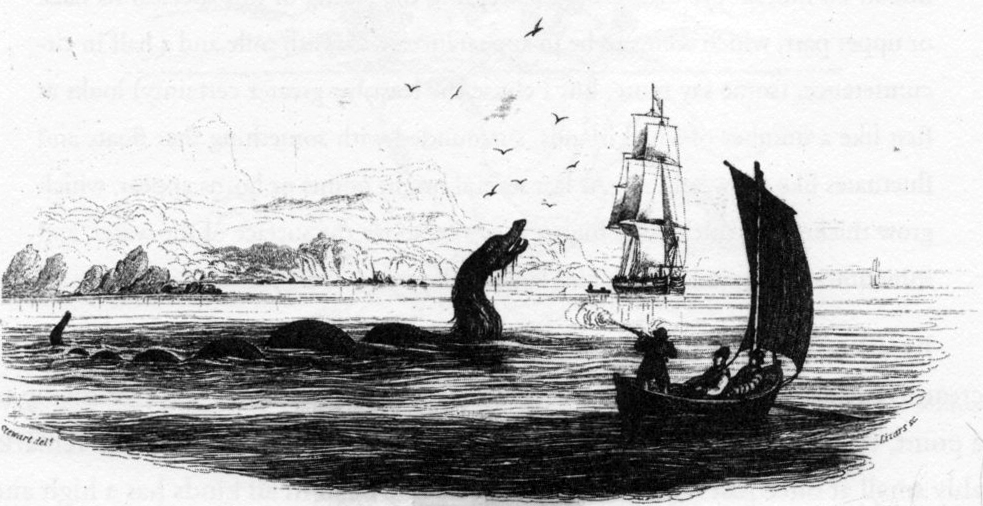
حية بحر لديها عرف بريشة الأسقف إريك بونتبوبيدان في عمله التاريخ الطبيعي في النرويج عام 1755.

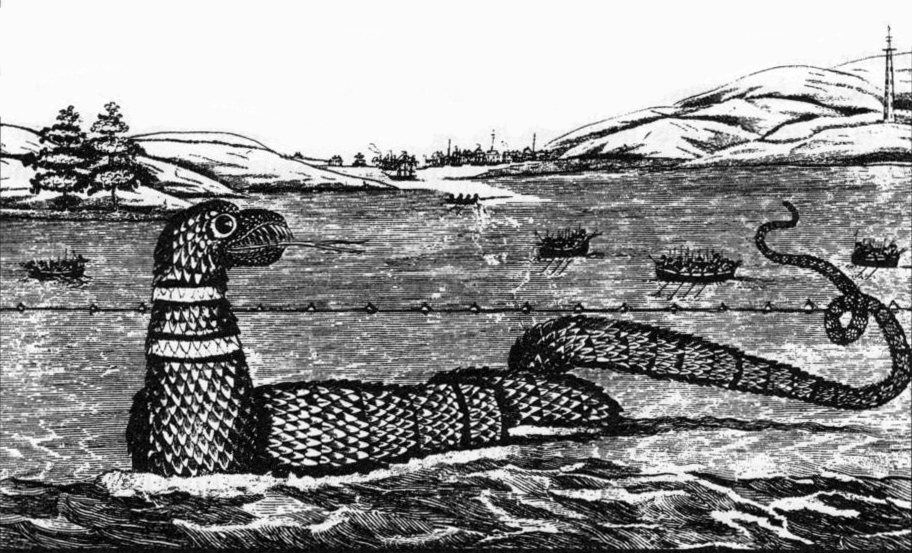
حية البحر في غلوستر من 1817.

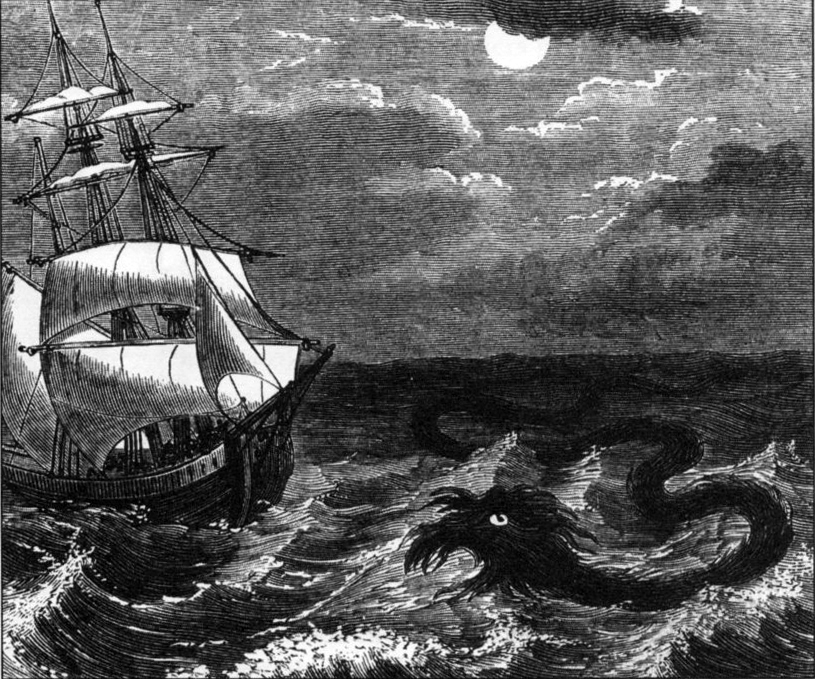
حية بحر شعراء.

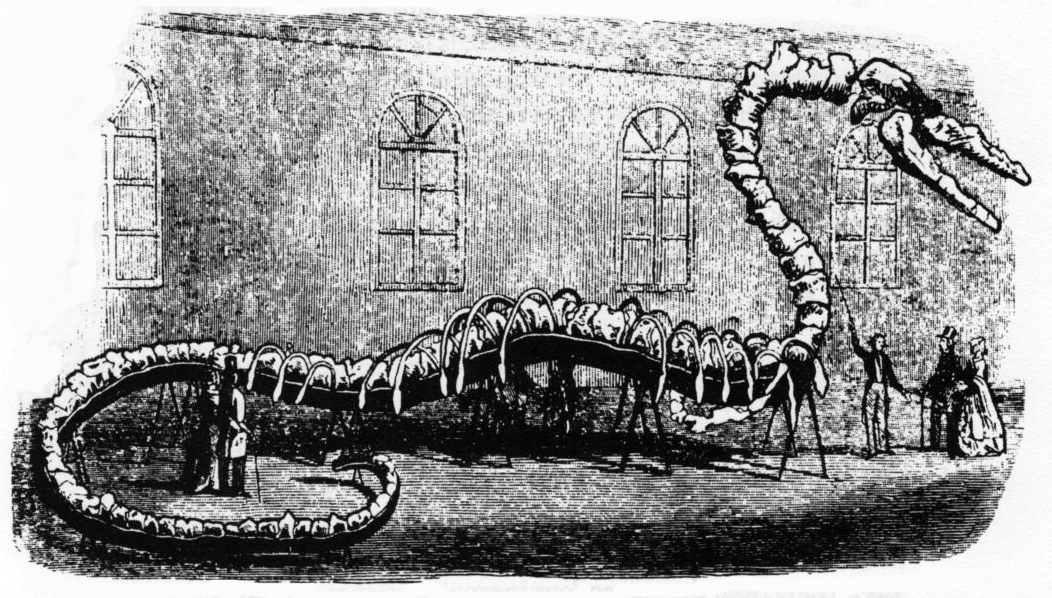
أحفور هيكل عظمي بطول 114 قدم (35 م) "هيدرارخوس" عثر عليه ألبرت كوخ في عام 1845. تبين أنها مجموعة من العظام من خمسة هياكل على الأقل لعينات حفرية من باسيلوسورس.

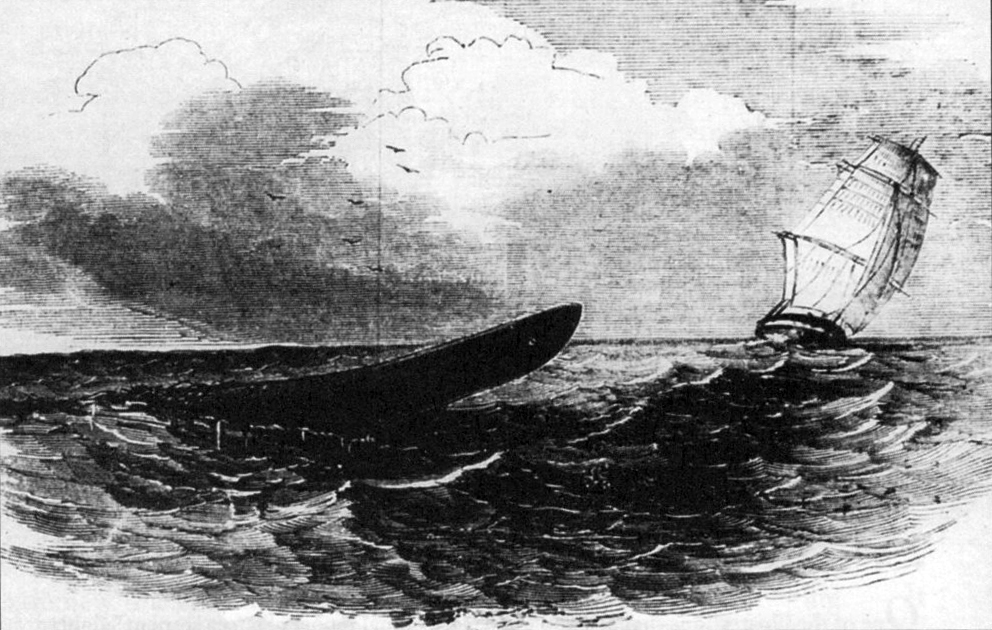
ظهور مفترض لحية البحر العظيمة، من السفينة بلامبر، رسمت من قبل ضابط على المتن، أخبار لندن المصورة، 14 أبريل 1849

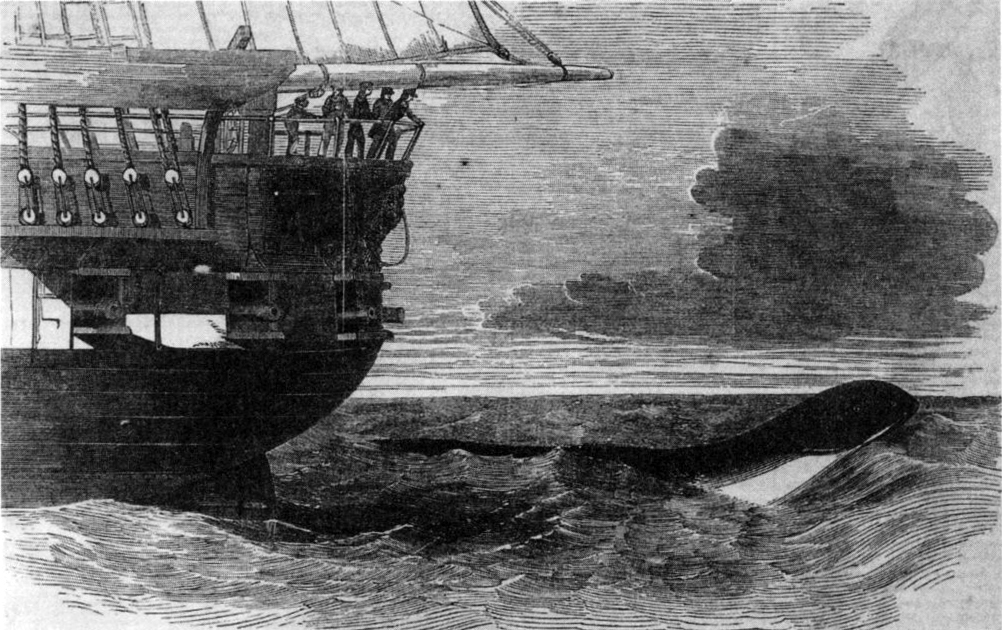
رسم آخر للمواجهة على متن دايدالوس

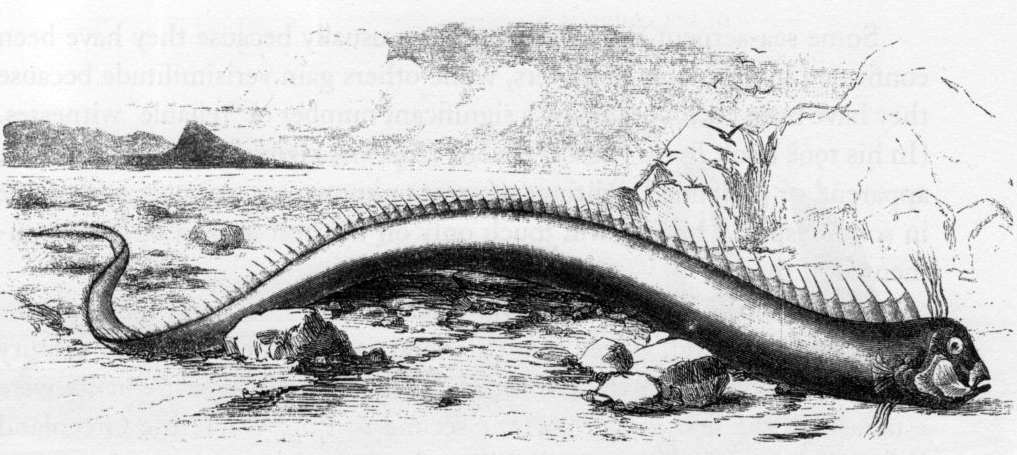
سمك مجدافي انجرف على شاطئ برمودا في عام 1860. كان الحيوان بطول 16 قدم ووصف بأنه حية بحر.

هانز أجد، القديس الوطني في غرينلاند، أعطى وصفا لحية البحر في القرن الثامن عشر. في يوم 6 يوليو 1734، أبحرت سفينته من ساحل غرينلاند وفجأة رأى من كانوا متنها «مخلوقا فظيعا لم يشبه أي شيء رأوه من قبل. رفع الوحش رأسه عاليا بحيث بدا أعلى من برج المراقبة على الصاري الرئيسي. وكان الرأس صغيرا والجسم قصيرا وأجعدا. استعان المخلوق بزعانف عملاقة تساعده في المياه. وشاهد البحارة ذيله لاحقا. وكان الوحش أطول من السفينة بأكملها». (ياروسلاف ماريش، 1997)
تم توثيق مشاهدات حية البحر على ساحل نيو إنجلاند بداية من 1638. عثر جثة حية متحللة في أغسطس 1817 وأعطته الجمعية اللينية في نيو انغلاند اسم Scoliophis atlanticus، معتبرين أنه من فصيلة حية البحر الذي ذكر وجوده قبل فترة قصيرة في غلوستر هاربور. أقسم الشهود بتقاريرهم أمام القاضي المحلي ونشرت لأول مرة عام 1818 ولم يتم إنكارها. اكتشف لاحقا أن الجمعية أخطأت في تقريرها، واستشهد المشككون بهذا كدليل على عدم وجود المخلوق.
إحدى المشاهدات المشهورة حدثت أمام جنود وطاقم سفينة دايدالوس في أغسطس 1848 خلال رحلة إلى سانت هيلينا في جنوب المحيط الأطلسي؛ وصفوا المخلوق بأن طوله 60 قدما (18 مترا)، ورفع رأسه فوق الماء، وذكر الكابتن بيتر مكواهي في تقريره «كان عليه شيء مثل عرف الحصان، أو بالأحرى مجموعة من الأعشاب البحرية علقت على ظهره». أحدث التقرير ضجة في صحف لندن، وقال السير ريتشارد أوين، عالم الأحياء الإنجليزي الشهير، أن الوحش قد يكون فقمة الفيل. اقترحت تفسيرات أخرى أنه كان في الواقع زورقا مقلوبا، أو حبار عملاق.
سجلت عدة مشاهدات لوحش بحري في القرن التاسع عشر في مقاطعة كلير في أيرلندا، وفي إحدى التقارير في عام 1850 تمت مشاهدته «يتشمس بقرب ساحل كلير قبالة كيلكي». وأهمها كانت في سبتمبر 1871، حيث شوهد «وحش بحر كبير ومخيف» من قبل عدة أشخاص بالقرب كيلكي، حيث «كانوا خائفين جدا من مظهره المروع وشكله الغريب».
كما سجلت مشاهدة أخرى في عام 1905 قبالة سواحل البرازيل. حيث ذكر طاقم سفينة فالهالا واثنين من علماء الطبيعة، مايكل نيكول وميد-والدو، أنهم رأوا مخلوقا طويل العنق له رأس سلحفاة، وله زعانف ظهرية كبيرة مربعة أو شريطية. اقترح البعض (مثل برنارد هوفلماز)، بناء على شكل الرأس الزعنفة الظهرية، أن الحيوان قد يكون من الثدييات البحرية. كما يرى مشككون أن الطاقم رأى حبارا عملاقا رفع زعنفته وأحد مجساته، ولكن الإشكالية هنا أنه لا توجد تقارير عن أن الحبار يسبح بمثل هذه الطريقة.
في 25 أبريل عام 1977، كانت سفينة الصيد يابانية زويو مارو، تبحر شرق كرايستشيرش، نيوزيلندا، واصطادت مخلوقا غير معروف. وتم أخذ صور وعينات الأنسجة. رأت التكهنات الأولي أنه قد يكون بليوصور من عصر ما قبل التاريخ، وأشار التحليل لاحقا إلى أنها تعود لجثة قرش متشمس.
في 31 أكتوبر 1983، حوالي الثانية مساء، رأى خمسة من أفراد فريق للبناء حية بحر بطول 100 قدم طويلة قبالة شاطئ ستينسون، شمال سان فرانسيسكو في كاليفورنيا. ورأى حامل راية يدعى غاري أنه سبح أولا نحو الطريق الصخري الذي كان يصلحه الفريق. وأبلغ عضوا آخر في طاقم العمل يدعى مات راتو، والذي نظر إلى الحية عندما كان على بعد 100 ياردة من الساحل. وقال راتو "خرج الجسم من الماء أولا. كان أسودا وله ثلاث حدبات". كما قدم رسما للحيوان بدا فيه مكور الرأس، وحاد الأنف، ويشبه الحية تليه ثلاثة أقواس عمودية أو لفائف تخرج من الماء. قال شاهد عيان آخر يدعى ستيف بيورا أنه سرعته تبلغ 45-50 ميلا في الساعة." شاهدة عيان أخرى تدعى مارلين مارتن، وهي مهندسة السلامة في المحطة، شاهدت الحيوان أيضا. وقالت أنه يشبه الثعابين وكان طويلا لدرجة أنه يقوس نفسه فوق الماء. وقالت أنه خلف أثرا كبيرا مثل يخت وتبلغ سرعته حوالي 65 ميلا في الساعة. ووصفت حركته مثل خرطوم مطاطي كبير، وكان يرفع رأسه وجزء من جسمه فوق الماء ثم يفتح فمه. ووصفت الحيوان بأنه "حية عملاق أو تنين، له فم مثل التمساح. كان محيط جسمه 15 أو 20 قدما على الأقل".
في 5 فبراير 1985، شاهد توأمان يدعيان بيل وبوب كلارك حية بحر طويلة في خليج سان فرانسيسكو ارتطمت بحافة صخرية تحت الماء على بعد 20 مترا من مكان سيارتهم. وكانت الساعة حوالي 07:45 صباحا وكانت المياه هادئة. كان الأخوان يجلسان في السيارة ويشربان القهوة عندما لاحظا مجموعة من أسود البحر في الماء. ثم لاحظوا ما اعتقدوا أنه أسد بحر آخر. بدأ قطيع أسود البحر يسبح بعيدا وتوجه أحدهم إلى السور البحري حيث كان يقف الأخوان. أتى وراءها مخلوق وصفه بيل بأنه يتحرك بشكل غريب، ولاحظ أنه كان ثعبانا لا أسد بحر. أضاف بوب، «شاهدناه وهو يقترب ويتموج بطريقة عمودية وتظهر حدبته فوق الماء. وكانت أسود البحر تقفز من المياه، أعتقد أنه كان على وشك أن يلتهمها». وقدر كلاهما طول المخلوق بنحو 60 قدما على الأقل. كان يسبح على الحافة الصخرية المغمورة قبل أن يتوقف ثم سبح بضعة أقدام على عبر الماء وصنع رذاذا خفيفا. وعلى ما يبدو فقد اصطدم بالصخور. قال بوب: «أمكننا رؤية بطن الحيوان. ذكرتني بمعدة التمساح، أبيض، من الجلد الناعم، وبها لمحة من اللون الأصفر. ورأيت زائدة تشبه الزعنفة، وكانت تفتح مثل مروحة الأكورديون». قال بيل أنه شاهد المخلوق يجلس بلا حراك في الماء لمدة خمس أو عشر ثوان، ثم سبح بعيدا.

## تعريفات خاطئة
شكك العديدون بتفسير مشاهدات حية البحر، وأشاروا إلى أن التقارير هي في الحقيقة لحيوانات مثل الثدييات البحرية (الحيتان والدلافين)، أفاعي البحر الشائعة، الأنقليس، سمك القرش المتشمس، وأسماك القرش المزركش، وحيتان البلين، سمك المجداف، زعنفيات الأرجل الكبيرة، والأعشاب البحرية، الأخشاب الطافية، أسراب الطيور، والحبار العملاق.
في حين يرى معظم علماء الحيوانات الخفية أن عددا من التقارير هي مجرد تعريف خاطئ، فإنهم يزعمون أن العديد من المخلوقات التي وصفها الشهود لا تشبه الأنواع المعروفة التي ساقها المشككون ويرون أن بعض التقارير بها أشياء تختلف عن غيرها. لا يزال المشككون غير مقتنعين من جانبهم، لافتين إلى أنه حتى في حالة عدم وجود خدعة صريحة فيمكن لف وتضخيم الأمور قليلا خارج المألوف حتى عن طريق الخطأ.